# Craiter
Craiter este un cartier din municipiul Brașov

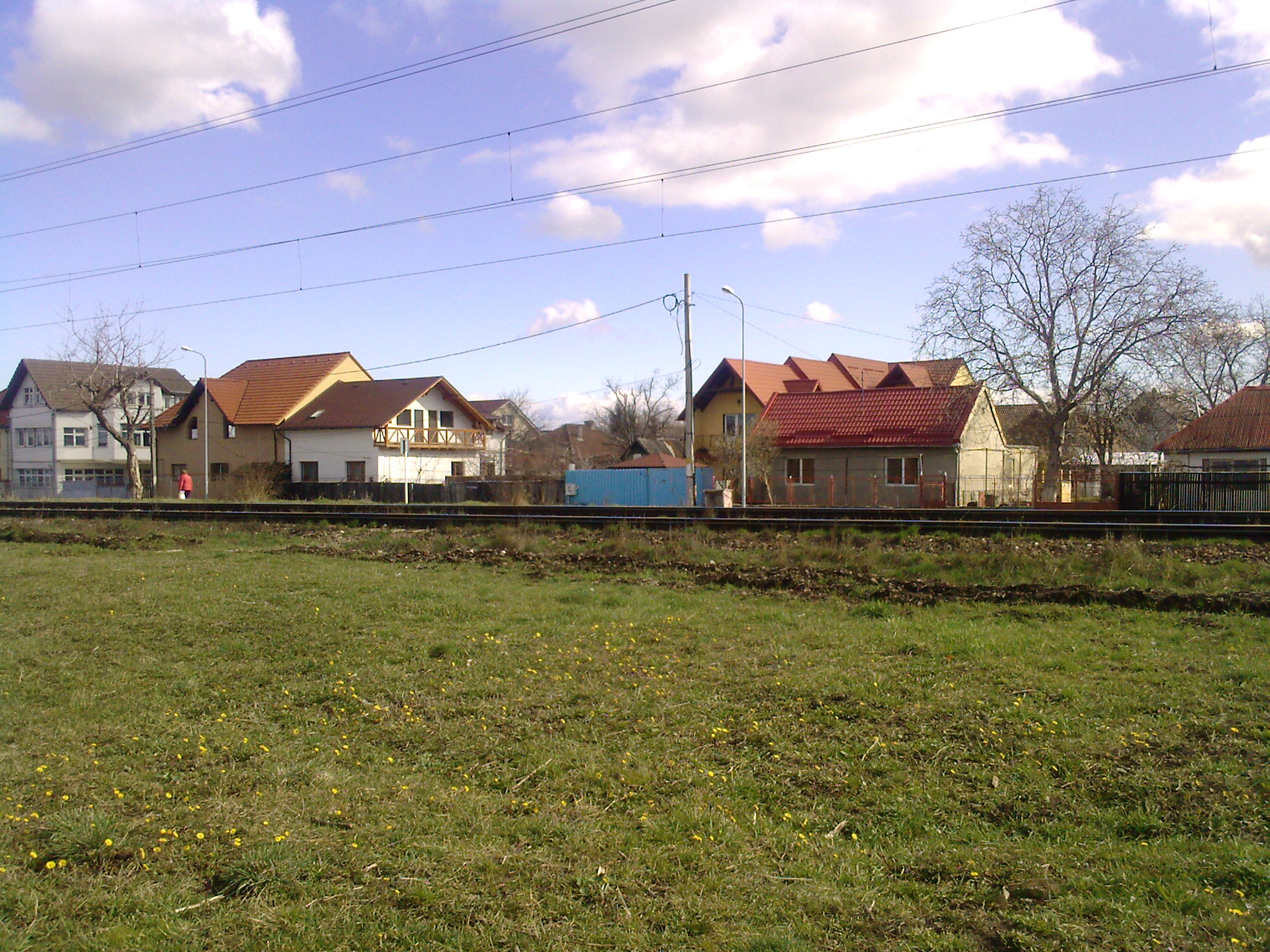